# Кондратюк, Пётр Моисеевич
Пётр Моисеевич Кондратюк (род. 1931 год) — горняк, бригадир проходческой бригады четвёртого шахтопроходческого строительного управления треста «Донецкшахтопроходка» Министерства строительства предприятий тяжёлой индустрии Украинской ССР, Герой Социалистического Труда (1971).
П. М. Кондратюк был удостоен звания Героя Социалистического Труда с вручением ордена Ленина и золотой медали Серп и Молот за успехи в выполнении планов Восьмой пятилетки (1966—1970) указом Президиума Верховного Совета СССР (неопубликованным) от 5 апреля 1971 года, где были отмечены «выдающиеся успехи в выполнении заданий пятилетнего плана по строительству и вводу в действие производственных мощностей, жилых домов и объектов культурно-бытового назначения».